# Arnold L. Miller
Pour les articles homonymes, voir Miller.
Arnold L. Miller est un producteur, réalisateur, scénariste et acteur britannique né le 20 octobre 1922 à Londres (Royaume-Uni) et mort le 26 avril 2014 à Hertfordshire.

## Filmographie

### Producteur
- 1961 : West End Jungle
- 1962 : K.I.L. 1
- 1966 : Secrets of a Windmill Girl
- 1967 : Mini Weekend
- 1967 : La Créature invisible (The Sorcerers)
- 1968 : Le vampire a soif (The Blood Beast Terror)
- 1968 : Le Grand inquisiteur (Witchfinder General)
- 1970 : A Touch of the Other
- 1971 : Up and Away
- 1971 : Top of the Bill
- 1971 : Growing Up: A New Approach to Sex Education, No. 1
- 1972 : Top Gear

### Réalisateur
- 1961 : West End Jungle
- 1962 : K.I.L. 1
- 1964 : London in the Raw
- 1965 : Londres secret (Primitive London)
- 1966 : Secrets of a Windmill Girl
- 1970 : Under the Table You Must Go
- 1970 : A Touch of the Other
- 1971 : Up and Away
- 1971 : Top of the Bill
- 1972 : Top Gear

### Scénariste
- 1961 : West End Jungle
- 1961 : Nudes of the World
- 1964 : London in the Raw
- 1965 : Londres secret (Primitive London)
- 1966 : Secrets of a Windmill Girl
- 1971 : Up and Away
- 1971 : Top of the Bill
- 1972 : Top Gear

### Acteur
- 1967 : La Créature invisible (The Sorcerers) : Taxi driver